# Walter Nones (circense)
Walter Nones (Sedico, 18 giugno 1934 – San Donà di Piave, 26 settembre 2016) è stato un circense e direttore artistico italiano.

## Biografia
Walter Nones nacque in una famiglia di sportivi, da parte paterna, e di circensi da parte materna.
Nones si avvicinò al mondo dello spettacolo circense e agli esordi divenne celebre per aver formato assieme al fratello Guglielmo e alla sorella Loredana, un trio di 'acrobatica danzata', che ricevette consensi internazionali ed apparve in una rivista di Wanda Osiris
Successivamente, nei primi anni sessanta, diresse il circo di sua moglie Moira Orfei, e contemporaneamente tornò al contatto con il pubblico grazie al ruolo di domatore di leonesse.
Nei decenni seguenti si mise in evidenza per le sue qualità e il suo intuito manageriale, che dimostrò ampiamente lanciando in Italia numerosi spettacoli, quali il Circo di Mosca e Holiday on Ice.
Il fratello Guglielmo diede vita ad un suo circo, facendosi apprezzare come domatore di leoni.